# کنت دراکولا (فیلم ۱۹۷۷)
«کنت دراکولا» (انگلیسی: Count Dracula (1977 film)) فیلمی در ژانر ترسناک است که در سال ۱۹۷۷ منتشر شد. از بازیگران آن می‌توان به لوئی ژوردان و فرانک فینلی اشاره کرد.